# Dorothy Dermody
Dorothy Edith Mary Dermody, po mężu McCormack (ur. 26 kwietnia 1909 w Cloughjordan, zm. 10 kwietnia 2012 w Killiney) – irlandzka florecistka.

## Lata młodości
Była córką kapitana statków Williama Jamesa Dermody’ego i Edith Evans. W młodości podróżowała wraz z ojcem, jednakże z powodu możliwości wprowadzenia na pokład tylko jednej kobiety, płynęła przebrana za chłopaka. Wówczas przylgnął do niej przydomek „Tommy”, którego używała przez całe życie. Szermierkę zaczęła trenować w czasie studiów.

## Kariera
W 1940 po raz pierwszy została mistrzynią Irlandii. Była również reprezentantką kraju w lacrosse i squasha oraz uprawiała skoki do wody. W 1948 wystartowała na igrzyskach olimpijskich. Pierwotnie zgłoszono ją do udziału w skokach do wody, jednakże później, zgodnie z życzeniem zawodniczki, wystąpiła ona w zawodach szermierczych. W rywalizacji florecistek odpadła w pierwszej rundzie, zajmując ostatnie, 7. miejsce w swojej grupie.

## Dalsze losy
Po zakończeniu kariery została działaczką sportową, propagując m.in. uprawianie pływania i skoków do wody przez dzieci, a także prowadząc kampanię mającą na celu posiadanie boiska przez każdą szkołę w Irlandii. Zmarła 10 kwietnia 2012 w domu opieki w Killiney. Pochowana została trzy dni później na Deansgrange Cemetery w Blackrock. W momencie śmierci była najstarszym olimpijskim szermierzem.

## Życie prywatne
Była żoną Cyrila McCormacka.